# Witte de With
Witte de With, o Witte Corneliszoon de With (Den Briel, 28 marzo 1599 – Øresund, 8 novembre 1658), è stato un ammiraglio olandese.

## Biografia

### Infanzia e giovinezza
De With nacque in una fattoria nei pressi di Den Briel, dove l'anno precedente era nato un altro famoso ammiraglio olandese, Maarten Tromp. Il padre morì nel 1602. La famiglia di De Witt era mennonita e pacifista, ma egli fu già da giovane predisposto all'avventura. Egli si fece battezzare da un pastore calvinista. Dopo alcune piccole attività egli compì a sedici anni di età il suo primo viaggio per mare, imbarcato come mozzo sulla nave del capitano Geen Huygen Schapenham che seguiva la flotta dell'ammiraglio Jan Pieterszoon Coen verso le Indie Olandesi.
Prese parte all'assedio di Giacarta del 1619 come caporale. Nel 1620 tornò in Olanda. Egli si arruolò nell'ammiragliato e navigò con Schapenham nel Baltico e nel Mediterraneo. Nel luglio del 1622 divenne comandante del Delft, la nave ammiraglia di Schapenham, che nel frattempo era diventato viceammiraglio. Nel 1632 navigò con la sua flotta sulle coste occidentali dell'America.
Dopo la morte di Schapenham, nel settembre 1626 tornò come viceammiraglio della Flotta delle spezie della Compagnia Olandese delle Indie Orientali e portò merci del valore di milioni di fiorini.

### Il bottino della flotta del tesoro spagnola
Nel 1628 fu comandante della nave ammiraglia di Piet Heyn, che si era impadronito della flotta spagnola del tesoro presso Cuba. Di un bottino di undici milioni di fiorini, egli ne ricevette 500, della qual cosa non fu affatto contento, avendo egli giocato un ruolo importante nell'impresa. Nel 1629 l'ammiragliato olandese rifiutò al suo nuovo comandante in capo Piet Heyn, di ampliare le sue competenze come ufficiale, che per Heyn de With erano state già previste. Deluso, de With lasciò la flotta militare e passò al comando del Grote Visserij, la flotta peschereccia delle aringhe. Il capitano della sua nave ammiraglia era Maarten Tromp.
Nel 1635 de With tornò per breve tempo nella flotta militare fino a che litigò furiosamente con l'ammiraglio Philips van Dorp.

### La battaglia navale delle Dune
Nel 1637 egli divenne viceammiraglio dei Paesi Bassi e delle Isole Frisone Occidentali, allorché il più alto ufficiale della marina da guerra olandese fu rimosso per incompetenza. De With fu nuovamente deluso, poiché il comando supremo non fu affidato a lui bensì a Tromp, ai cui ordini egli doveva sottostare.
De With combatté nel corso della guerra degli ottant'anni contro la Spagna nella vittoriosa battaglia delle Dune del 1639, ove l'attacco alla flotta nemica da parte del Tromp il 31 ottobre di quell'anno fu reso possibile grazie all'intervento della flotta di 16 navi al comando del De With. Questi, geloso della popolarità che il Tromp si era guadagnato in patria con quella vittoria, si inimicò anche il viceammiraglio Johan Evertsen, a causa di calunnie che egli mosse contro di lui.

### Tribunali di guerra
Nel 1640 de With fu portato innanzi al tribunale di guerra poiché, quando durante una tempesta la sua flotta fu distrutta, egli si era ritirato da solo verso Hellevoetsluis.
Nel 1644 e nel 1645 egli condusse la flotta mercantile attraverso l'Öresund, allorché i danesi volevano imporre diritti doganali più alti.
Nel 1647 de With fu inviato con una flotta malamente attrezzata in appoggio alle colonie olandesi in Brasile contro i portoghesi. Però egli si rifiutò di collaborare con il Consiglio del Brasile. Dopo un conflitto durato un mese ed un insufficiente approvvigionamento, la sua flotta non era più in grado di combattere efficacemente. Contro gli ordini ricevuti, egli rientrò così in patria. Dopo il suo arrivo egli si rivolse agli Stati Generali dei Paesi Bassi per lamentarsi delle colonie, ma fu arrestato e trovato colpevole per il suo comportamento in ben 259 punti e quindi fu degradato.
Egli si salvò grazie all'opposizione dell'Olanda. Nel febbraio del 1651 egli fu assolto dalla maggior parte delle 259 accuse e la perdita per punizione delle sue entrate nel corrispondente periodo adeguatamente ridotta.

### La prima guerra anglo-olandese
Nella prima guerra anglo-olandese (1652–1654) Tromp cadde nell'autunno del 1652 in disgrazia e de With comandò la flotta olandese nella battaglia di Kentish Knock. L'ammiraglio era così mal visto da numerosi marinai, che egli, allorché scelse come nuova nave ammiraglia la Brederode e volle salirvi a bordo, ne fu impedito e dovette scegliere un'altra nave come ammiraglia. Alcune navi lasciarono la sua flotta, anche perché i loro capitani lo detestavano. Affranto moralmente, egli cadde ammalato per vari mesi e l'8 maggio Tromp divenne nuovamente comandante in capo della flotta. De With comandò parte della flotta nella battaglia di Gabbard ed in quella decisiva di Scheveningen, nella quale il Tromp perse la vita.
Fra il 14 agosto ed il 22 settembre de With fu nuovamente comandante in capo della flotta, dopo di che fu sostituito nel comando dall'ammiraglio Jacob van Wassenaer Obdam.
Dal 1654 al 1656 egli rimase inattivo, con la sola eccezione di una incursione per la liberazione di Danzica.

### La battaglia nell'Öresund e la sua morte
Nel novembre del 1658 egli cadde nella battaglia nell'Öresund, combattuta nel corso della seconda guerra del nord (1655 – 1661). Egli comandava l'avanguardia della flotta olandese nella difesa di Copenaghen contro gli svedesi. La sua nave ammiraglia, la Brederode si arenò e fu circondata dalle navi nemiche. Egli fu colpito alla coscia sinistra da una palla di moschetto e alcune ore dopo ricevette un colpo in pieni petto. Quando i soldati svedesi si impadronirono della nave, egli si rifiutò di gettare la sua spada e combatté contro due svedesi; crollò, fu portato nella sua cabina per essere rianimato quindi si rizzò nuovamente e si issò su una barella per essere trasportato su una nave svedese ma cadde nuovamente e morì. Il suo corpo, su richiesta del re Carlo X Gustavo di Svezia, fu imbalsamato e condotto in Svezia. Nel gennaio 1659 la salma fu trasportata a Copenaghen e quindi nei Paesi Bassi ove con gran pompa fu inumato il 7 ottobre a Rotterdam.